# Jumanji: Welcome to the Jungle (bande originale)
 (septembre 2023).
Albums de Henry Jackman
Jumanji
(1995) Jumanji: Next Level
(2019)
Jumanji: Welcome to the Jungle (Original Motion Picture Soundtrack) est l'album de la bande originale du film Jumanji : Bienvenue dans la jungle, sorti en 2017. La musique est composée par Henry Jackman.

## Liste des titres
Toute la musique est composée par Henry Jackman.
| 1.    | The Jumanji Overture    | 3:20 |
| 2.    | Digging Up the Past     | 1:43 |
| 3.    | Brantford High          | 1:09 |
| 4.    | Into the Jungle         | 1:23 |
| 5.    | Out of Character        | 2:31 |
| 6.    | The Legend of the Jewel | 2:23 |
| 7.    | The Adventure Begins    | 1:40 |
| 8.    | Special Abilities       | 1:16 |
| 9.    | The Bikers              | 3:44 |
| 10.   | Van Pelt                | 1:00 |
| 11.   | A Test of Friendship    | 1:22 |
| 12.   | The Bazaar              | 1:16 |
| 13.   | Snake Charmer           | 3:41 |
| 14.   | The Power of Bravestone | 1:04 |
| 15.   | Seaplane McDonough      | 2:17 |
| 16.   | The Missing Piece       | 1:46 |
| 17.   | Lost in Time            | 1:18 |
| 18.   | Flirting with Danger    | 1:36 |
| 19.   | Albino Rhinos           | 3:44 |
| 20.   | Retrieving the Emerald  | 1:54 |
| 21.   | Out of Lives            | 1:49 |
| 22.   | First Kiss              | 1:22 |
| 23.   | The Jaguars)            | 3:03 |
| 24.   | Ring of Fire            | 2:07 |
| 25.   | Begin the Climb         | 1:56 |
| 26.   | Call Out Its Name       | 2:23 |
| 27.   | Leaving Jumanji         | 3:03 |
| 28.   | An Older Friend         | 2:40 |
| 29.   | Back to School          | 1:53 |
| 60:00 |                         |      |

## Composition de la musique
Le compositeur de la musique prévu pour le film, était James Newton Howard. Mais après que le calendrier de post-production du film, fut repoussé de 6 mois, rendant de ce fait indisponible James Newton Howard, ce fut Henry Jackman qui repris les commandes.

## Distinction
La musique a été nommée pour le prix IFMCA 2018 de la meilleure musique originale pour un film d'action / d'aventure / thriller .